# Mauzoleum w Radomierzycach
 Mauzoleum w Radomierzycach – zabytkowe mauzoleum w miejscowości Radomierzyce (powiat zgorzelecki).
Mauzoleum znajduje się na terenie kościoła pw. św. Piotra i Pawła w Radomierzycach. Wybudowane w latach 1710-1733 według projektu architekta Johanna Friedricha Karchera dla Joachima von Ziegleraund Klipphausen, polsko-saskiego szambelana króla Augusta II Mocnego. Obiekt postawiony na planie prostokąta, kryty dachem mansardowym. Od frontu znajduje się portal z kartuszem rodziny von Ziegler und Klipphausen i owalnymi oknami.  

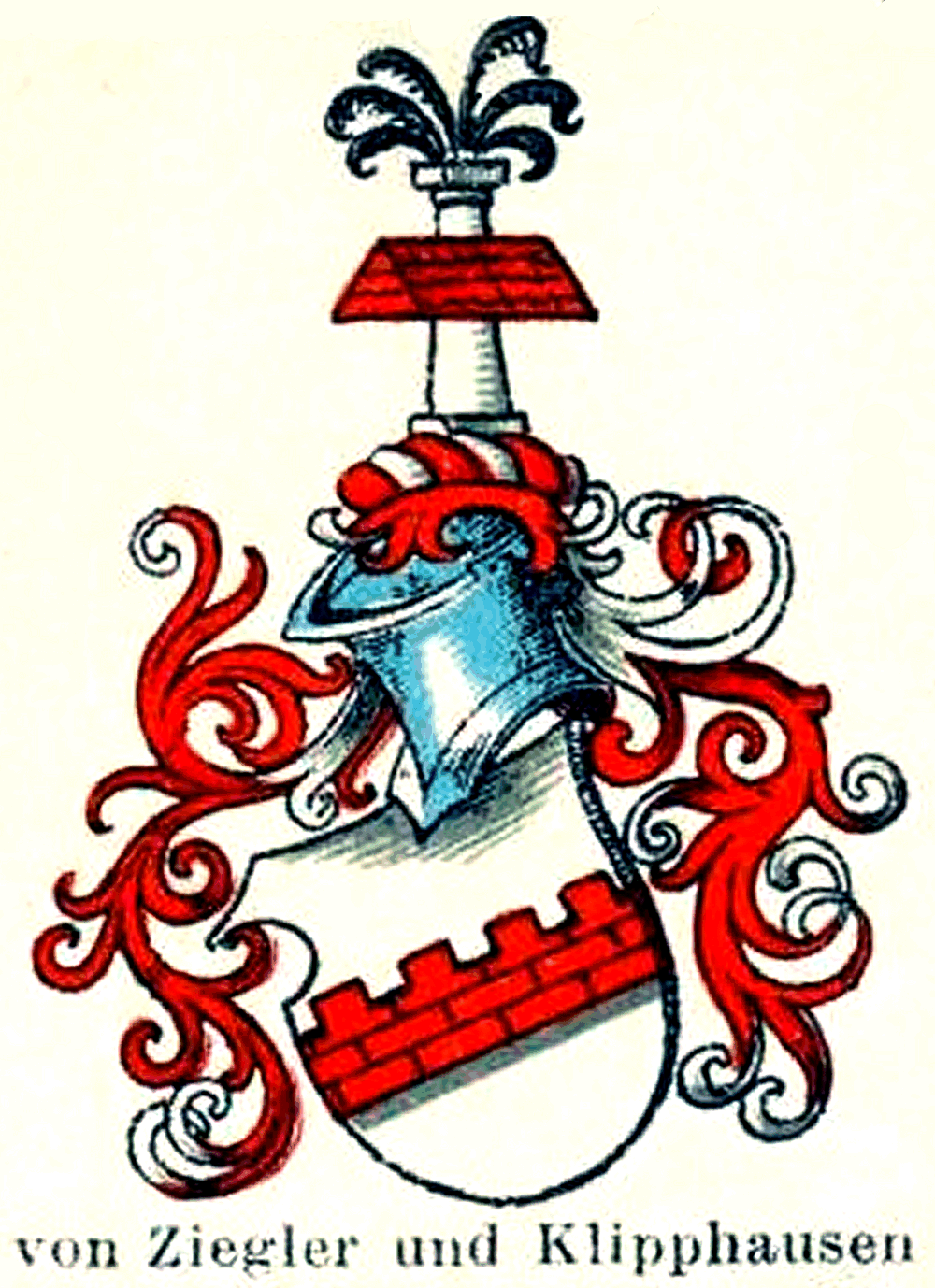
Herb von Ziegler und Klipphausen